# Jan Rydberg
Helge Jan Arnold Rydberg, född 25 januari 1923 i Malmö, död 1 mars 2015 i Västra Frölunda församling, var en svensk professor i kärnkemi vid Chalmers tekniska högskola.

## Biografi
Jan Rydberg disputerade 1955 vid Stockholms högskola på en avhandling som behandlade vätske-vätskeextraktion av metallkelater. Han var mellan 1947 och 1963 anställd vid Försvarets forskningsanstalt (FOA), från 1961 som forskningschef. Han byggde där upp ett plutoniumlaboratorium och medverkade till att små mängder plutonium kunde isoleras i Sverige redan 1954. År 1962 blev han utnämnd till professor i kärnkemi vid Chalmers tekniska högskola. Han utvecklade vätskeextraktions-metoder för att separera och studera radioaktiva metaller, en metodik som sedan även kunnat tillämpas för att skilja ut metaller ur råmaterial eller avfall. 
Rydberg tog flera patent, och tillsammans med sin dåvarande doktorand, civ. ing. Hans Reinhardt utvecklade han H-centrifugen och AKUFVE-systemet som framgångsrikt använts inom forskning om vätskeextraktion. Han författade och var medförfattare till ett flertal läroböcker, samt kartlade möjliga kemiska processer vid slutförvaring i berg av radioaktivt avfall.
Rydberg var ledamot av Kungliga Vetenskaps- och Vitterhets-Samhället i Göteborg och Kungliga Ingenjörsvetenskapsakademien.
Rydberg belönades 2009 med Carl Hanson Award för sina framstående insatser inom vätskeextraktion.

### Familj
Jan Rydberg var son till ingenjören och målaren Helge Rydberg och Gurli Nordstrandh, och sonson till fysikern Janne Rydberg och Lydia Carlsson. Han är begravd på Västra kyrkogården i Göteborg.